# Velléda (prophétesse)
Pour les articles homonymes, voir Velleda.
Velléda ou Véléda est une vierge prophétesse celte ou germanique (völva) du temps de Vespasien. Véléda veut dire « voyante » en gaulois.

## Biographie
Fille de Segenax, Velléda était de la nation des Bructères et habitait une tour sur la Lippe. Elle exerçait une influence immense sur toutes les populations germaniques : ainsi Tacite rapporte que les habitants de Colonia Claudia Ara Agrippinensium (Cologne) lui confièrent l'arbitrage de leur conflit avec les Tenctères, une nation germanique habitant hors du limes. Parce qu'elle était considérée comme une déesse vivante, en communication constante avec les dieux, les envoyés des deux parties ne furent pas admis en sa présence, et la prophétesse rendit son jugement via un intermédiaire.
Tacite lui fait jouer dans le soulèvement des Bataves contre Vespasien en 70 un rôle aussi important que celui de Civilis. Mais, on ne sait si elle prophétisa simplement la rébellion ou eut un rôle plus actif.

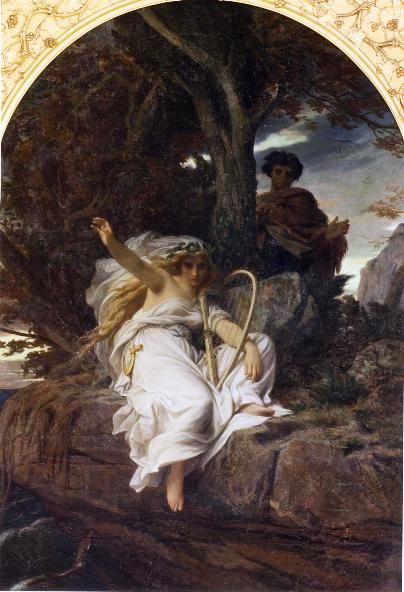
Alexandre Cabanel, Velléda, 1852.

Une démonstration de force de neuf légions placées sous le commandement de Caius Licinius Mucianus mit fin à la rébellion. Le général Petilius Cerialis captura Civilis, mais il traita les rebelles avec clémence, et Velléda ne fut pas inquiétée.
Un bref extrait de Stace permet d'établir que Velléda, prisonnière en 77 ou 78 du général romain Caius Rutilius Gallicus, fut amenée à Rome, où elle vécut, semble-t-il, quelques années. Une épigramme grecque retrouvée à Ardea, au sud de Rome, se moque de ses pouvoirs magiques,.
Une légende reprenant cet épisode de la biographie de Velléda circulait au XIXe siècle dans la région de Mortain. Elle a laissé son nom à un dolmen. On note la présence de Lètes lors de la période romaine, ainsi que des toponymes d'origine germanique (Bréffeland). La région a été un lieu de passage et un lieu de brassage de légendes (Chrétien de Troyes à Domfront, puis Chateaubriand) et la légende n'est pas datée, ce qui ne permet pas de statuer sur son origine et ses bases.

## Postérité

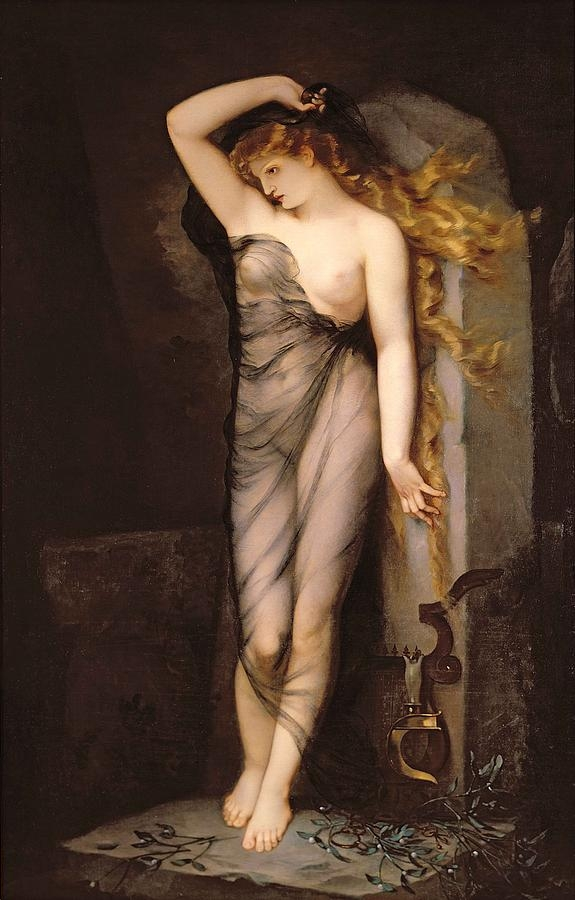
Charles Voillemot, Velléda, 1869.

Chateaubriand s'inspirera du personnage pour créer son héroïne des Martyrs Velléda, druidesse vierge de l'île de Sein, véritable symbole de la femme gauloise.

### Littérature
- Tacite, Historiae, IV, 61 sqq. la réputation de Velléda est expliquée comme un effet de la superstition des Germains et de la chance qu'elle a eue de prédire le désastre des légions romaines.
- Benedikte Naubert (en), Velleda, ein Zauberroman (« Velléda, un roman magique »), 1795 ;
- François-René de Chateaubriand, Les Martyrs, 1809. La tour dans le parc de la maison de Chateaubriand à la Vallée-aux-Loups, où François-René de Chateaubriand avait installé son bureau et sa bibliothèque, est appelée tour Velléda en hommage à l'héroïne du roman ;
- Amalie von Helwig (de), Die Symbole (« Les Symboles »), 1814, où la prophétesse apparaît sous le nom Welleda, dans une tentative pour germaniser son nom ;
- Friedrich de La Motte-Fouqué, Welleda und Gemma, 1818 ;
- Poul Anderson, « Stella maris » dans « La rançon du temps », éditions du Bélial, 2008 ;
- Paul Verlaine, « Après trois ans » dans Poèmes saturniens, 1866
- Augustin Challamel, « Velléda »,1888
- Anatole France : dans le chapitre VI de M. Bergeret à Paris (1901), la statue de Velléda par Maindron (cf. infra) est décrite (associée à la nostalgie du temps où elle se trouvait dans la Pépinière du Luxembourg détruite depuis), comme une figure romantique opposée au « buste du Président de la République ».

### Musique
- Eduard Sobolewski (en), Velleda, opéra créé en 1835 ;
- Xavier Boisselot, Velléda, cantate qui valut au compositeur le premier Grand Prix de Rome en 1836 ;
- Velleda, ou Fanfare des forestiers, dont elle est la patronne[10] ;
- Charles Lenepveu, Velleda, opéra en 4 actes créé en 1882[11] ;
- Camille Erlanger, Velléda, cantate sur un texte de Fernand Beissier, qui valut au compositeur le premier Grand Prix de Rome en 1888 ;
- Paul Dukas, Velléda, cantate sur le même texte de Beissier, qui valut au compositeur le second Grand Prix de Rome en 1888.

### Sculpture

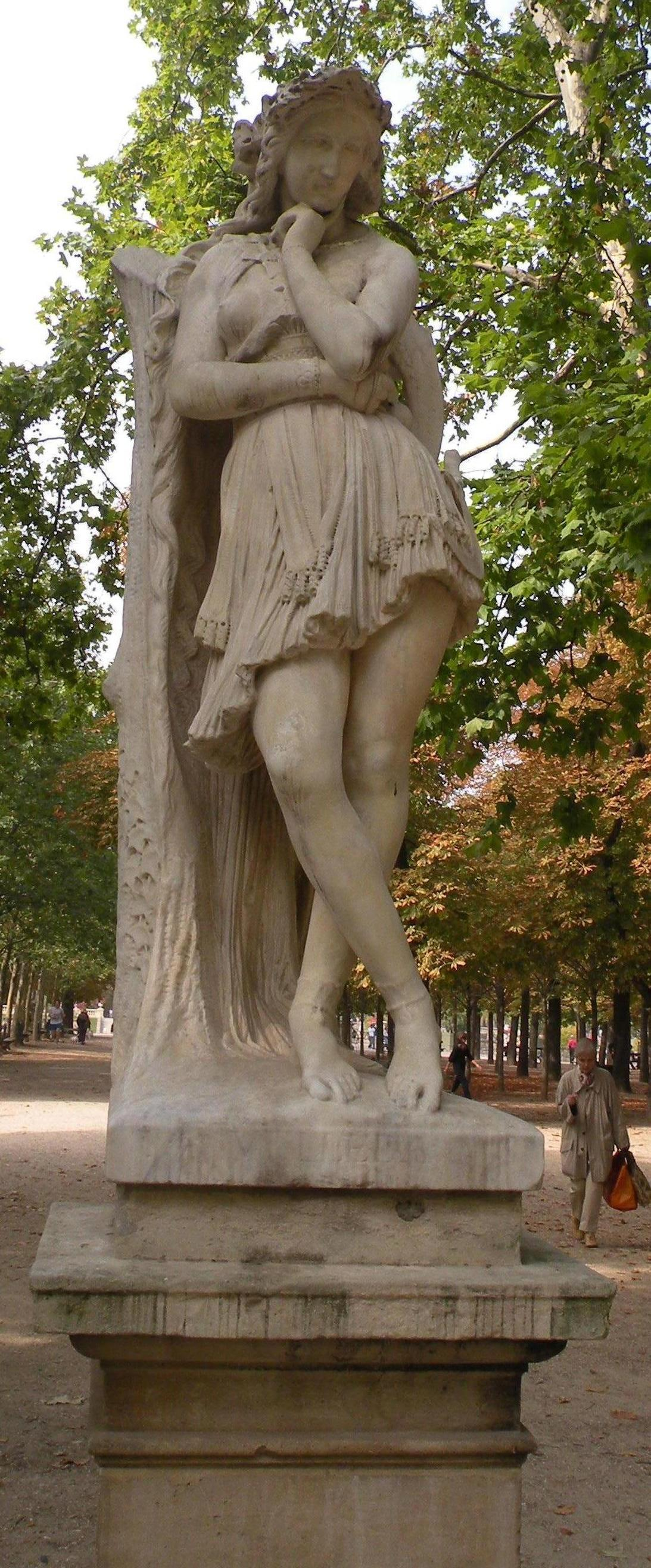
Hippolyte Maindron, Velléda contemplant la demeure d’Eudore (1844).

- Hippolyte Maindron, Velléda contemplant la demeure d'Eudore, 1844, sculpture en pierre (jardin du Luxembourg). La statue de Maindron connaîtra un immense succès en son temps ; une réplique faite par l'auteur fut placée au musée du Luxembourg en 1871, puis au jardin des Tuileries en 1889 : elle entra au musée du Louvre vers 1920.
- Armel Beaufils, Méditation de Velléda, haut-relief ornant le socle de la statue de Châteaubriand à Saint-Malo[12].
- Ferdinand Cheval, dans son Palais Idéal, désigne la statue de femme entourée des géants César et Vercingétorix comme étant une représentation de la druidesse Velleda.
- La figure de proue du Bretagne, vaisseau rapide mixte de 130 canons à trois ponts datant de 1855, représentait Velléda, la faucille en main, et le front ceint d'une couronne de chêne.

### Peinture

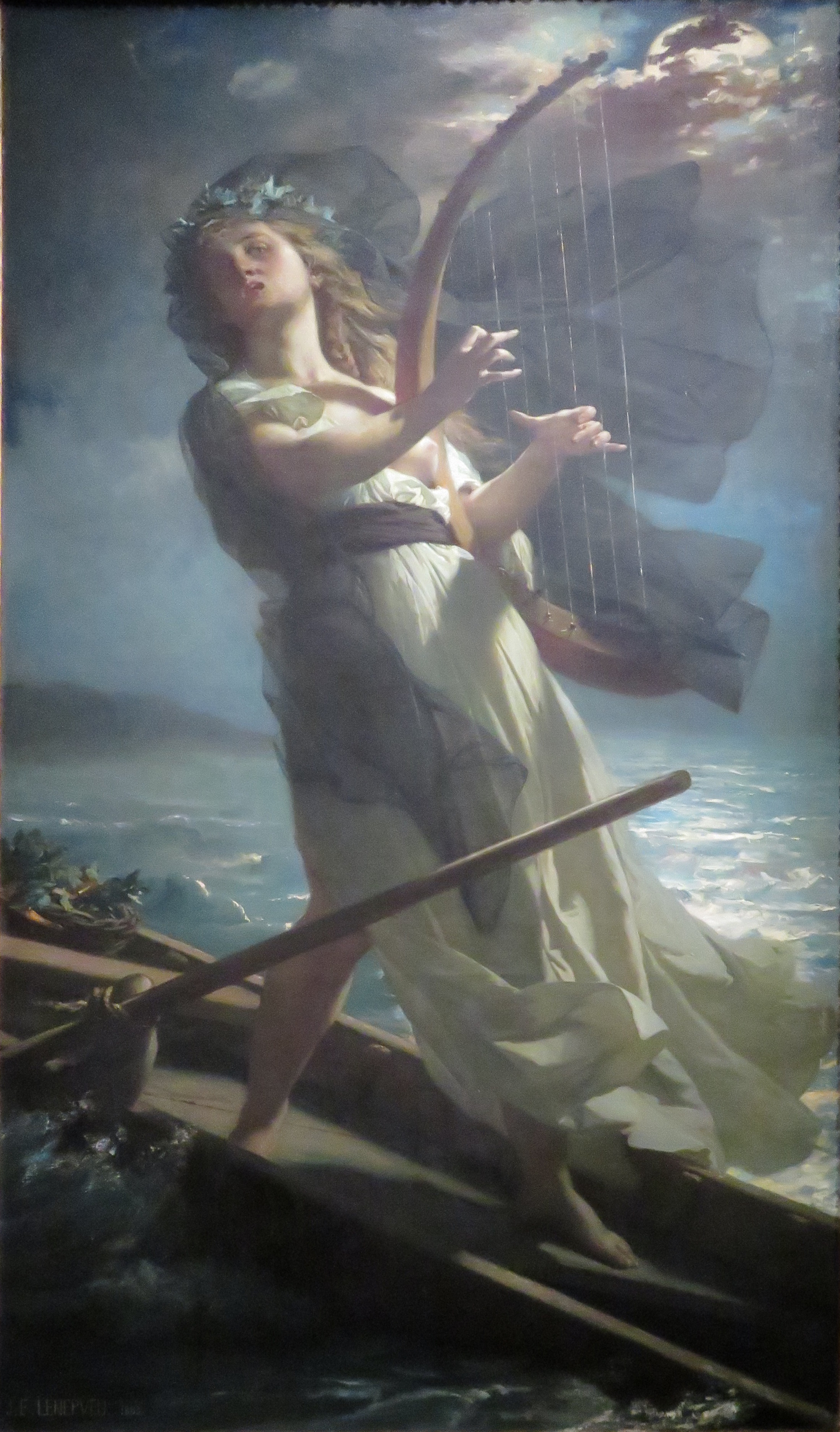
Jules-Eugène Lenepveu, Velléda, effet de lune (1883).

- Jules-Eugène Lenepveu, Velléda, effet de lune (1883).Alexandre Cabanel, Velléda (1852), musée Fabre (Montpellier)
- Jean-Baptiste Camille Corot, Velléda (vers 1868 - 1870, musée du Louvre) : ce n'est que plus tard que cette figure mélancolique se détachant sur un fond de paysage brumeux fut baptisée Velléda.
- Charles Voillemot, Velléda, musée des Beaux-Arts de Rennes.
- Jules-Eugène Lenepveu, Velléda, effet de lune (1883), musée des Beaux-Arts de Quimper[13].

### Art contemporain
- Velléda figure parmi les 1 038 femmes référencées dans l'œuvre d’art contemporain The Dinner Party (1979) de Judy Chicago. Son nom y est associé à Boadicée[14],[15].

### Astronomie
Le 5 novembre 1872, l'astronome Paul Henry découvrit un astéroïde qu'il baptisa (126) Velléda en son honneur.